# Lohja

Brasão da cidade

Lohja (em sueco: Lojo) é um município da Finlândia, localizado na província da Finlândia Meridional e faz parte da região de Uusimaa.
Tem como oficiais a língua finlandesa e o sueco, no entanto, a primeira é majoritária.

## Cidades-irmãs
As cidades-irmãs de Lohja são as seguintes:
- Växjö, Suécia
- Ringerike, Noruega
- Aabenraa, Dinamarca
- Skagaströnd, Islândia
- Sátoraljaújhely, Hungria